# Gaetano Nicodemi
Gaetano Nicodemi (Penta, 18 agosto 1756 – Lione, 1804) è stato un botanico italiano.

## Biografia
Nato a Penta, nel salernitano, il 18 agosto 1756 da Robino e Rosa Barracano fu presto inviato a Napoli per la cura della sua istruzione.
Nella città partenopea iniziò gli studi classici sotto la guida di Giovanni Francesco Conforti che poi lo presenterà a Domenico Cirillo avendone intuito la predisposizione per le scienze naturali. Come allievo del celebre naturalista fu avviato alla ricerca sul campo grazie a numerose escursioni botaniche in varie località del Regno di Napoli e istruito ai principi del sistema di classificazione linneano.
La collaborazione con Cirillo si dimostrò negli anni particolarmente intensa e feconda tanto da rendere difficile l’individuazione dei rispettivi apporti personali alla più generale attività di ricerca. Oltre alla botanica, i cui contributi si evincono dalle citazioni nelle opere del suo maestro, si occupò anche di entomologia con la raccolta di esemplari e la scoperta di nuove specie che saranno illustrate nell'Entomologiae neapolitanae specimen primum (1787) del Cirillo.
Nel 1799 partecipava alle vicende della Repubblica Napoletana impegnandosi concretamente con il Progetto di Carità Nazionale essendo uno degli undici membri della commissione responsabile della promozione e gestione della cassa di beneficenza. Caduta la Repubblica fu oggetto della repressione borbonica patendo il sequestro dei beni e la condanna all’esilio fuori dal Regno.
Rifugiatosi in Francia soggiornò a Lione, città particolarmente importante in quanto sede di una rinomata scuola di botanica con annesso giardino delle piante. Grazie a contatti locali il 27 dicembre 1799 viene nominato sorvegliante e assistente del direttore del giardino botanico con l’ulteriore incarico di dare ripetizioni agli studenti, di curare la nomenclatura delle piante e le erborizzazioni. Le sue conoscenze botaniche erano però talmente ampie che già dopo pochi mesi svolgeva funzioni direttive ad interim.
Nel 1802 pubblicò un catalogo delle piante dell’orto botanico di Lione, unica opera a suo nome.
L’11 agosto 1803 veniva ufficialmente nominato direttore dell’orto botanico di Lione. Oltre alla scoperta di specie nuove della flora locale in questo periodo si dedicò alla revisione dell’Erbario Boccone, lì custodito, aggiornandolo alla nomenclatura linneana.
.

## Il giallo della morte
Nonostante i successi il soggiorno a Lione si dimostrò problematico per la difficoltà a relazionarsi con il personale del giardino e con i suoi vertici. Incomprensioni, ostilità e intralci vari alimentarono una crescente insofferenza che si manifestava nella reiterata minaccia di dimissioni. È in questo clima che matura la sparizione del botanico napoletano. Dalla sera del 14 aprile 1804 se ne perdono infatti le tracce e la presenza nel suo alloggio dei suoi effetti personali portano le autorità di polizia ad escludere un allontanamento volontario e ad ipotizzarne la morte.
Diversi mesi dopo la scomparsa una lettera anonima indirizzata al ministro degli interni francese descriveva minuziosamente la dinamica di una morte violenta, indicando anche le motivazioni e le responsabilità nonché la giacenza del corpo nelle acque del Rodano. La conseguente inchiesta dell’autorità giudiziaria negò però l’attendibilità della lettera preferendo sposare la tesi del suicidio per alterazione mentale.
Michele Tenore, in suo ricordo, chiamò Nicodemia una nuova specie botanica.